# اقتصاد فمینیستی

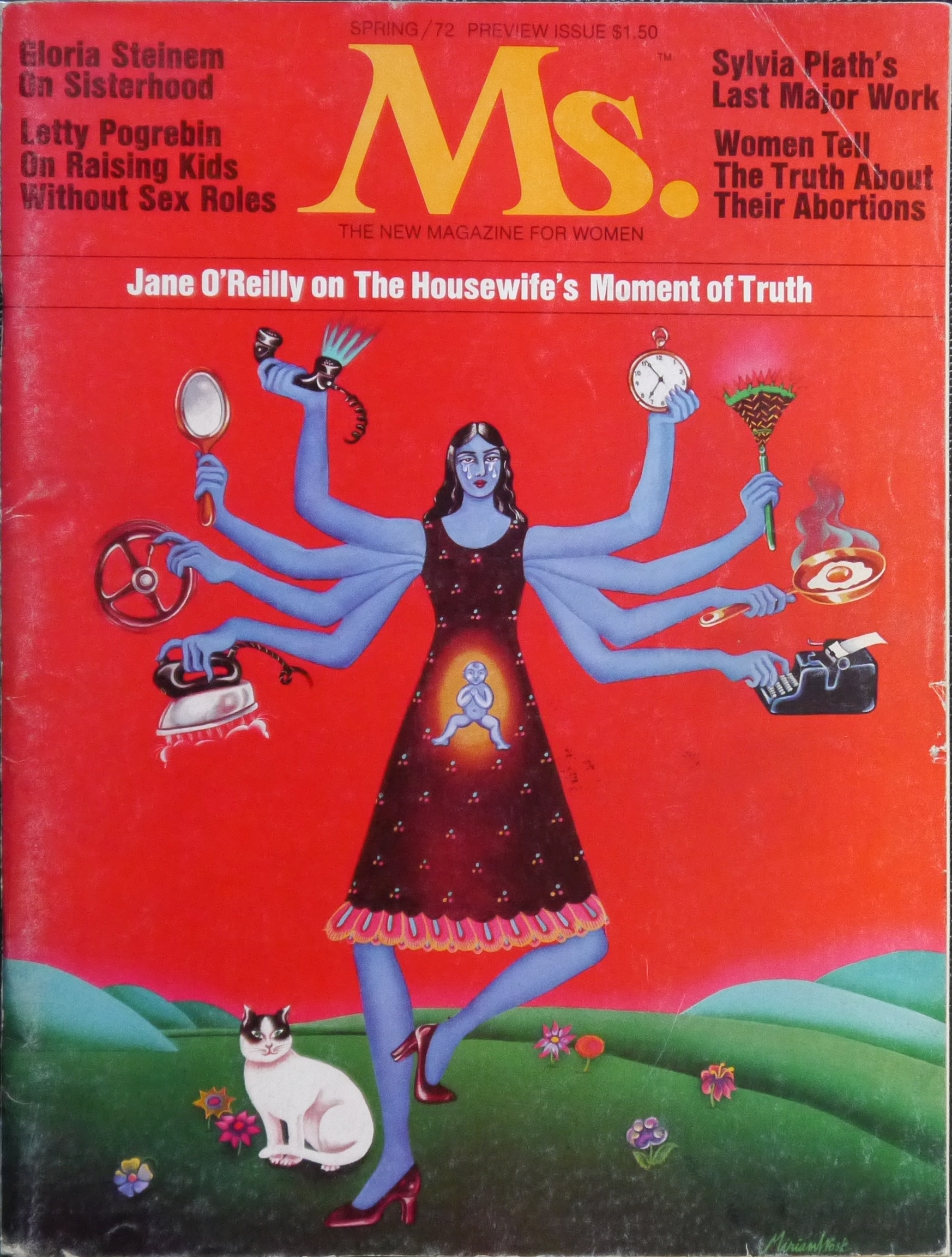
اولین شماره مجله میس به بررسی اقتصاد فمینیستی در مقاله ای از جین آوریلی (Jane O'Reilly) پرداخته‌است.

اقتصاد زن محور یا اقتصاد فمینیستی (به انگلیسی:Feminist economics) مطالعه انتقادی علم اقتصاد و اقتصاد با تمرکز بر تحقیق اقتصادی و تحلیل سیاست‌های آگاهانه و فراگیر مرتبط با زنان است. پژوهشگران اقتصادی فمینیست شامل دانشگاهیان، فعالان، نظریه پردازان سیاست و فعالان در ای زمینه می‌شوند. بسیاری از تحقیقات اقتصادی فمینیستی بر موضوعاتی تمرکز می‌کنند که در این زمینه نادیده گرفته شده‌اند، مانند کار مراقبتی (care work)، خشونت شریک صمیمی، یا نظریه‌های اقتصادی که می‌توانند از طریق ادغام بهتر اثرات و تعاملات جنسیتی مانند بین بخش‌های پولی و بدون دستمزد اقتصادها بهبود یابند. سایر محققان فمینیست در اشکال جدیدی از جمع‌آوری و اندازه‌گیری داده‌ها مانند معیار توانمندسازی جنسیتی (GEM) و نظریه‌های جنسیتی آگاه‌تر مانند رویکرد قابلیت‌ها درگیر شده‌اند. اقتصاد فمینیستی به سمت هدف «افزایش رفاه کودکان، زنان و مردان در جوامع محلی، ملی و فراملیتی» جهت‌گیری شده‌است.
اقتصاددانان فمینیست توجه را به ساختارهای اجتماعی اقتصاد سنتی جلب می‌کنند و میزان مثبت و عینی بودن آن را زیر سؤال می‌برند و نشان می‌دهند که چگونه مدل‌ها و روش‌های این ساختارها با توجه انحصاری به موضوعات مرتبط با مردانگی و حمایت یک‌جانبه از مفروضات و روش‌های مرتبط با مردان سوگیری گرفته‌است. در حالی که اقتصاد به‌طور سنتی بر بازارها و ایده‌های مردانه مربوط به خودمختاری، انتزاع و منطق متمرکز بود، اقتصاددانان فمینیست خواستار کاوش کامل‌تر در زندگی اقتصادی، از جمله موضوعات «فرهنگی زنانه» مانند اقتصاد خانواده، و بررسی اهمیت ارتباطات، منضمم‌تر بودن روش‌های علمی، و توجه به عاطفه و هیجانات در تبیین پدیده‌های اقتصادی هستند.
بسیاری از محققان از جمله «Ester Boserup, Marianne Ferber, Julie A. Nelson, Marilyn Waring, Nancy Folbre, Diane Elson, Barbara Bergmann و Ailsa McKay» در اقتصاد فمنیستی مشارکت‌داشته‌اند. کتاب «Waring» در سال ۱۹۸۸ اگر زنان شمارش شوند (If Women Counted) اغلب به عنوان «سند پایه» این رشته در نظر گرفته می‌شود. در دهه ۱۹۹۰ میلادی، اقتصاد فمینیستی به اندازه کافی به عنوان یک زیرشاخه تثبیت شده در اقتصاد شناخته شد تا فرصت‌های انتشار کتاب و مقاله را برای فعالان آن ایجاد کند.

## خاستگاه و تاریخچه
در اوایل، اخلاق گرایان فمینیست، اقتصاددانان، دانشمندان علوم سیاسی و دانشمندان سامانه‌ها استدلال کردند که کار سنتی زنان (مثلاً تربیت کودک، مراقبت از سالمندان بیمار) و مشاغل (مثلاً پرستاری، تدریس) به‌طور ساختاری نسبت به مردان دست کم گرفته می‌شوند. برای مثال، تز جین جاکوبز در مورد «اخلاق نگهبان» و تضاد آن با «اخلاق معامله گر» تلاشی برای توضیح ارزش‌گذاری کم برای فعالیت‌های سرپرستی، از جمله وظایف محافظت از کودک، پرورش و شفابخشی می‌کند.

#### کتاب‌ها
- Agarwal, Bina (1994). A Field of One's Own: Gender and Land Rights in South Asia. Cambridge University Press. ISBN 978-0-521-42926-9.
- Barker, Drucilla K.; Feiner, Susan F. (2004). Liberating Economics: Feminist Perspectives on Families, Work, and Globalization. Ann Arbor, Mich.: Univ. of Michigan Press. ISBN 978-0-472-06843-2.
- Kuiper, Edith; Barker, Drucilla K. (2003). Toward a feminist philosophy of economics. London New York: Routledge. ISBN 978-0-415-28388-5.
- Benería, Lourdes (2003). Gender, development, and globalization: economics as if all people mattered. New York: Routledge. ISBN 978-0-415-92707-9.
- With a foreword by Julie A. Nelson.
- Kuiper, Edith; Barker, Drucilla K. (2003). Toward a feminist philosophy of economics. London New York: Routledge. ISBN 978-0-415-28388-5.
- Benería, Lourdes (2003). Gender, development, and globalization: economics as if all people mattered. New York: Routledge. ISBN 978-0-415-92707-9.
- Waring, Marilyn (1989). If Women Counted: A New Feminist Economics. London: Macmillan. ISBN 978-0-333-49262-8.

#### مقاله‌های مجلات دانشگاهی
- Carrasco, Cristina; Domínguez, Màrius (October 2011). "Family Strategies for Meeting Care and Domestic Work Needs: Evidence From Spain". Feminist Economics. 17 (4): 159–188. doi:10.1080/13545701.2011.614625.
- Jenkins, Katy (2009). ""We have a lot of goodwill, but we still need to eat…": Valuing Women's Long Term Voluntarism in Community Development in Lima". VOLUNTAS: International Journal of Voluntary and Nonprofit Organizations. 20 (1): 15–34. doi:10.1007/s11266-008-9075-7.
- Power, Marilyn (November 2004). "Social Provisioning as a Starting Point for Feminist Economics". Feminist Economics. 10 (3): 3–19. doi:10.1080/1354570042000267608.
- Schüler, Dana (July 2006). "The Uses and Misuses of the Gender‐related Development Index and Gender Empowerment Measure: A Review of the Literature". Journal of Human Development. 7 (2): 161–181. doi:10.1080/14649880600768496.
- Staff writer (12 March 2016). "A proper reckoning: feminist economics deserves recognition as a distinct branch of the discipline". The Economist.
- Warren, Tracey; Pascall, Gillian; Fox, Elizabeth (July 2010). "Gender Equality in Time: Low-Paid Mothers' Paid and Unpaid Work in the UK". Feminist Economics. 16 (3): 193–219. doi:10.1080/13545701.2010.499997.